# Music Maker
Music Maker est un organisme sans but lucratif américain.

## Histoire

### Premières années
En 1989, alors qu'il termine ses études de maîtrise en folklore à l'université de Caroline du Nord à Chapel Hill, Tim Duffy documente le musicien de blues James « Guitar Slim » Stephens pour la Southern Folklife Collection de l'université. La santé de Stephens décline et, peu avant sa mort, il conseille à Duffy de retrouver un musicien nommé Guitar Gabriel.
Après avoir obtenu son diplôme, Duffy commence à travailler comme professeur remplaçant dans un collège de Winston-Salem, entendant un assortiment de contes folkloriques sur Guitar Gabriel de la part des élèves, jusqu'à ce qu'une élève se porte volontaire pour dire que Gabriel était son voisin, vivant dans les projets de logements sociaux de Winston-Salem. Ce soir-là, Duffy suit les indications de l'étudiante et se rend dans une « maison à boire » du quartier, où il rencontre le neveu de Gabriel, Hawkeye, qui l'emmène à la rencontre de Gabriel. Duffy se lie d'amitié avec Gabriel, et tous deux commencent à enregistrer et à se produire sous le nom de Guitar Gabriel and Brothers in the Kitchen, publiant l'album Do You Know What it Means to Have a Friend (également connu sous le nom de Toot Blues) sur leur propre label Karibu en 1991.
Gabriel était inactif dans l'industrie musicale depuis la sortie en 1970 de son album My South, My Blues (sous le nom de Nyles Jones) sur le label Gemini, il n'avait reçu aucune redevance et s'était appauvri.
Le père de Tim Duffy, Allen Duffy, avocat, avait représenté et gagné un procès pour le pionnier de l'audio Mark Levinson, lui permettant de continuer à travailler dans l'industrie de la haute fidélité. Levinson entend parler des enregistrements de terrain de Tim Duffy, dont certains rappellent le travail de John et Alan Lomax, et invite Duffy à visiter sa salle d'exposition stéréo à New York. Après avoir entendu les enregistrements, ainsi que les histoires des nombreux musiciens démunis, Levinson a proposé de remasteriser les bandes, qui sont devenues une anthologie de huit artistes sur CD du blues traditionnel de Caroline du Nord, intitulée A Living Past. Levinson se fait le défenseur de la cause et sollicite des fonds et des relations professionnelles auprès de ses amis et collègues, ce qui aboutit en 1994 à la création de la Music Maker Relief Foundation.

### Depuis 1995
En 1995, Tim Duffy rencontre Eric Clapton dans un bistro de Manhattan et lui fait part de certains de ses enregistrements sur le terrain, ainsi que de la philosophie et des objectifs de la fondation, après quoi Clapton devient un partisan, présentant des artistes tels que B. B. King, Pete Townshend, Bonnie Raitt, Ron Wood, Lou Reed et Rosanne Cash, qui font tous des dons à la Music Maker Relief Foundation. Duffy est invité au studio de Los Angeles où a été enregistré l'album Deuces Wild de B.B. King et où il a rencontré Taj Mahal, qui a contribué à la croissance et au succès de la fondation.
En 1996, après avoir reçu plusieurs dons importants, la Music Maker Relief Foundation met en place les programmes Musician Sustenance, Musical Development et Cultural Access, qui fournissent de la nourriture, une aide financière, un moyen de transport pour se rendre chez le médecin et aller chercher ses médicaments, des réparations au domicile (dans certains cas, les conditions de vie extrêmement mauvaises ont justifié le déménagement du musicien), des réservations de spectacles dans des salles professionnelles, telles que le Lincoln Center et le Carnegie Hall, ainsi que des tournées en Europe et des festivals de musique dans le monde entier. Le succès des programmes est dû, en grande partie, à Taj Mahal qui, en 1997, devient membre du conseil consultatif, consultant artistique, contributeur et coproducteur pour de nombreux disques des artistes. Taj Mahal est la tête d'affiche de festivals de blues en soutien à Music Maker, joue un rôle déterminant dans l'obtention de publicités dans la presse écrite grand public, ainsi que dans la création du Fishin' Blues Tournament, qui permet de collecter des fonds pour la fondation. Au cours des années suivantes, de nombreux nouveaux donateurs et contributeurs sont impliqués, ce qui permet à Duffy d'élargir la liste du label et de sortir plus de cent albums, dont les recettes sont intégralement conservées par les artistes. De nombreux artistes du label sont documentés par le travail collaboratif des artistes Harvey Pekar et Gary Dumm, qui ont contribué à la création d'œuvres d'art depuis 2003, et dont les œuvres sont présentées dans un calendrier 2010, créé pour collecter des fonds pour la Music Maker Relief Foundation.
Le 27 octobre 2014, PBS NewsHour diffuse un segment sur la Music Maker Relief Foundation, montrant William R. Ferris dire, « Ils fournissent un modèle pour ce que notre nation devrait faire. Le New Deal sous FDR l'a fait pour toute la nation, et Tim Duffy le fait heureusement pour la communauté des artistes de blues ».

## Concerts en France
En France, l'organisation a déjà joué le juillet 2006 au Festival Blues Passions de Cognac ; les 29-31 mars 2007 au Pura Fé, Alabama Slim et Macavine Hayes au Festival d'Amiens ; le 2 avril 2007 au Pura Fé au Sunset-Sunside avec Eric Bibb ; le 9 mai 2007 au Beverly Guitar Watkins et la MM revue au New Morning (avec Jean-Jacques Milteau en guest) ; le 11 mai 2007 : La Nuit du Blues à l'Arsenal (salle de spectacle) de Metz ; et le 14 octobre 2007 au Pura Fé et Mighty Mo Rodgers au New Morning.

## Discographie sélective
- 1977 : This Stuff Just Kills Me de Jerry McCain avec Johnnie Johnson et John Primer
- 1998 : Prison Blues de Neal Pattman
- 1998 : Honey Babe d'Algia Mae Hinton
- 1998 : Bull Durham Blues de John Dee Holeman
- 1999 : Railroad Bill de Etta Baker
- 2001 : Unplugged de Jerry McCain
- 2001 : Sawmill Worker de Preston Fulp (MM20)
- 2002 : Songs from the Roots of America (I & II) (compilation)
- 2003 : Guitar Heaven de Cool John Ferguson (MM34)
- 2003 : Boogie is My Name de Jerry McCain (MM34)
- 2004 : High Steppin' Momma de Clyde Langford (MM45)
- 2004 : Follow your Heart's Desire de Pura Fé (MM48)
- 2004 : Musicmakers with Taj Mahal (MM49)
- 2004 : Etta Baker with Taj Mahal (MM50)
- 2005 : The Last and Last Blues Survivors (diff. Dixiefrog)
- 2005 : Drinkhouse de Macavine Hayes  (MM53)
- 2005 : Carolina Breakdown d'Etta Baker with Cora Phillips (MM56)
- 2005 : One Man Band d'Adolphus Bell (MM58)
- 2006 : Treasure Box (MM61-62-63)
- 2006 : The Mighty Flood d'Alabama Slim et Little Freddie King (MM66)
- 2006 : John Dee Holeman and the Waifs Band (MM68)
- 2006 : Drink House to Church House vol.1 (diff. Dixiefrog) contient un DVD avec John Dee Holeman, Captain Luke, Cool John Ferguson, Macavine Hayes, Alabama Slim...
- 2006 : Rainy Day de George Higgs (MM77)
- 2007 : Heritage de Carolina Chocolate Drops
- 2009 : What Can an Old Man Do ...But Sing the Blues (avec Boo Hanks, John Dee Holeman, Dr. Burt, Neal Pattman...)

## Principaux artistes
- John Dee Holeman (né en 1929 dans le comté d'Orange, en Caroline du Nord)
- Etta Baker (née en 1913 dans le comté de Caldwell, décédée en 2006 à Fairfax-Virginie)
- Beverly Guitar Watkins (née en 1940 à Atlanta)
- Macavine Hayes